# Elma (Washington)
Elma és una població dels Estats Units a l'estat de Washington. Segons el cens del 2000 tenia 3.049 habitants.

## Demografia
Segons el cens del 2000, Elma tenia 3.049 habitants, 1.195 habitatges, i 764 famílies. La densitat de població era de 700,7 habitants per km².
Dels 1.195 habitatges en un 35,5% hi vivien nens de menys de 18 anys, en un 44,9% hi vivien parelles casades, en un 13,6% dones solteres, i en un 36% no eren unitats familiars. En el 27,5% dels habitatges hi vivien persones soles el 12,3% de les quals corresponia a persones de 65 anys o més que vivien soles. El nombre mitjà de persones vivint en cada habitatge era de 2,51 i el nombre mitjà de persones que vivien en cada família era de 3,06.
Per edats la població es repartia de la següent manera: un 29,2% tenia menys de 18 anys, un 9,1% entre 18 i 24, un 28,1% entre 25 i 44, un 19,3% de 45 a 60 i un 14,4% 65 anys o més.
L'edat mediana era de 34 anys. Per cada 100 dones de 18 o més anys hi havia 92,2 homes.
La renda mediana per habitatge era de 32.031 $ i la renda mediana per família de 36.638 $. Els homes tenien una renda mediana de 38.929 $ mentre que les dones 23.125 $. La renda per capita de la població era de 13.629 $. Aproximadament el 13,9% de les famílies i el 19,4% de la població estaven per davall del llindar de pobresa.

## Poblacions més properes
El següent diagrama mostra les poblacions més properes.